# Chris Blackwell
Chris Blackwell (Londres; 22 de junio de 1937) es el fundador de Island Records. Nacido de padre irlandés y madre costarricense de origen judío sefardí, Blackwell pasó su infancia en Jamaica. Enviado a Inglaterra para continuar con su educación, decidió no acudir a la universidad, volviendo a Londres para convertirse en ayudante de campo del gobernador de la isla Sir Hugh Foot. Tras el traslado de Sir Hugh Foot a Chipre, abandonó Kings House y se introdujo en el mercado inmobiliario y otros negocios que le pusieron en contacto con la comunidad musical Británica. Fundó Island Records en 1959, siendo de los primeros en grabar música popular Británica, la cual pasó a conocerse como ska.

## Carrera
A partir de entonces, Blackwell progresó para importar grabaciones originales licenciadas, una de las cuales contenía la interpretación de Millie Small, a quien llevó a Inglaterra con 15 años para producir "My Boy Lollipop" en 1964, single que vendió 6 millones de copias en todo el mundo e introdujo a Island Records en el circuito de música comercial. Comenzó a firmar a grupos blancos para la discográfica, comenzando con The Spencer Davis Group, uno de cuyos integrantes era Steve Winwood. Island pasó a convertirse en una de las discográficas independientes más importantes de las décadas de 1960 y 1970, con grupos como Traffic, Spooky Tooth, Fairport Convention, King Crimson, Free, John Martyn, Nick Drake, Sparks y Emerson Lake and Palmer. Island Records fue también el primer hogar de Chrysalis Records, Virgin Records y el sello americano Sue Records que produjo a Jimmy McGriff, The Soul Sisters e Ike and Tina Turner. Puntualmente, Island hizo una incursión en el cine estrenando en Inglaterra The Harder They Come con Jimmy Cliff. Esta película, producida y dirigida por el jamaicano Perry Henzell, fue la chispa que introdujo la música reggae en el mundo, aunque el verdadero golpe de Blackwell está en presentar a Bob Marley and the Wailers al público internacional. Blackwell fundó también Mango Records, discográfica que contaba con artistas jamaicanos y del tercer mundo como Burning Spear, Black Uhuru, Third World, Salif Keïta, Baaba Maal, Angelique Kidjo y muchos otros.
Finalmente vendió todas sus compañías a Polygram por 272 millones de libras, de las cuales 27,2 millones fueron a parar a las arcas de los irlandeses U2 gracias al acuerdo por el cual en 1987 Blackwell cedió el 10% de los derechos de Island como solución al embarazoso problema de no poder pagar los 5 millones de libras que la banda debía ingresar por las ventas de The Joshua Tree. El sello actualmente forma parte de Universal Music Group, aunque mantiene su reputación de cazatalentos con artistas tan variados como Bob Marley, U2, Cat Stevens, Grace Jones, Steve Winwood, Melissa Etheridge, Tom Waits, The Cranberries, Richard Thompson y PJ Harvey; Por ese motivo, en abril de 2009 la revista británica Music Week nombró a Blackwell la figura más influyente de los últimos 50 años en la industria musical de ese país.